# Dècada del 240
La dècada dels 240 va des de l'1 de gener de 240 fins al 31 de desembre de 249.

## Esdeveniments
- Guerres de Gordià III contre l'Imperi Sassànida
- Decadència de l'Imperi Kuixan a l'Índia. Les petites dinasties Kuixan van continuar fins al segle IV a l'Hindu Kush.

## Personatges destacats
- Gordià III, emperador romà (238-244)
- Felip l'Àrab, emperador romà (244-249)
- Sapor I, el segon rei de reis (240-270) de la dinastia sassànida.